# Bruntridactylus latihamatus
Bruntridactylus latihamatus är en insektsart som beskrevs av Günther, K.K. 1991. Bruntridactylus latihamatus ingår i släktet Bruntridactylus och familjen Tridactylidae. Inga underarter finns listade i Catalogue of Life.